# Sanacja
Sanacja (lit. sanación; pron. ‘sanatsia’) fue un movimiento político de coalición en la Segunda República de Polonia a partir del año 1926, basado en las políticas de Józef Piłsudski con el fin de sustentar la «sanación moral» de Polonia tras el golpe de mayo de 1926 que transformó a Piłsudski en un virtual dictador.

## Conformación

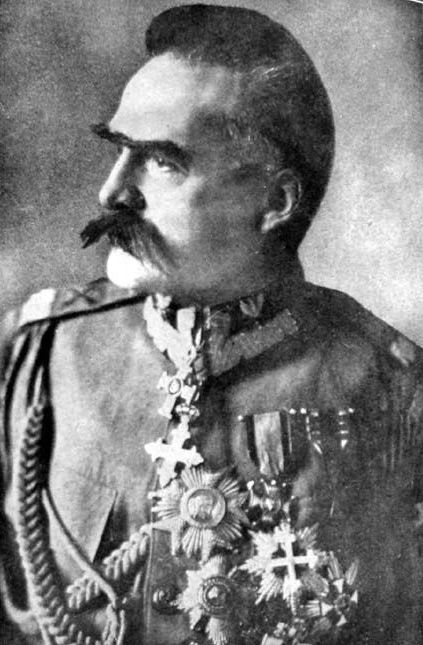
Józef Piłsudski, cuyo mantenimiento del control político fue el objetivo de la formación del movimiento Sanacja.

La Sanacja comprendía mayormente a exoficiales del ejército polaco que veían con fuerte desaprobación la corrupción política y las luchas electorales que marcaron los primeros años de la Segunda República de Polonia, independiente desde noviembre de 1918. Estos oficiales rechazaban las pugnas políticas que estallaron poco después del triunfo polaco en la guerra polaco-soviética, censurando las maniobras de los partidos políticos que eran vistas como muestras de interés particular o grupal en lugar de privilegiar el "interés público". 
Este conjunto de oficiales agrupaban ideas de derecha, centro e izquierda, pero todos partidarios de eliminar el liberalismo político que juzgaban como fuente de inestabilidad para la Polonia recién reestructurada. Otra finalidad esencial de este grupo de militares era eliminar la corrupción política y controlar la inflación de posguerra, para asegurar a la población polaca un adecuado nivel de vida. Con el paso de los años, las ideas de este grupo se hicieron cada vez más conservadoras.
Las tres ideas teóricas del movimiento consistían en:
- La separación del Ejército del control político, como Piłsudski había defendido antes del golpe militar.
- La regeneración política y administrativa de la nación, dando paso a una gestión tecnocrática y supuestamente apolítica.
- El abandono de los enfrentamientos de clase o políticos en bien del país, expresado en vagos términos de mejora del bienestar general.

En la práctica, el movimiento careció de un programa claro y aplicable. Los partidarios del mariscal agrupados en el movimiento carecían de ideas compartidas que pudiesen servir de cimientos al mismo. La vaguedad de sus propuestas era la manera de mantener la cohesión del grupo, además de permitir la inclusión de nuevos miembros de los antiguos partidos.

## Actuación política

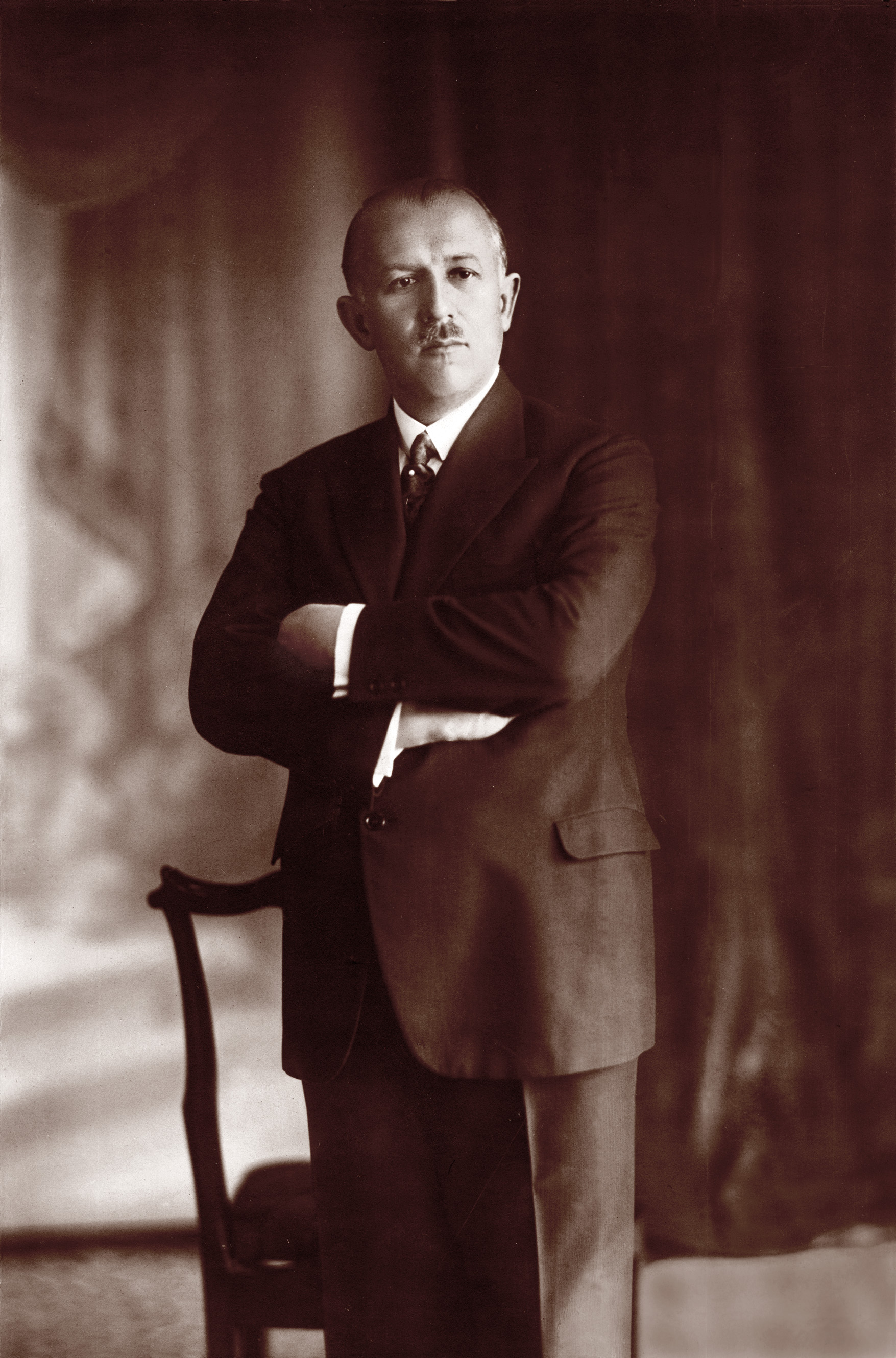
Kazimierz Bartel, matemático y primer ministro la mayor parte de finales de la década de 1920, símbolo del cariz tecnocrático del nuevo régimen.

Tras el golpe de Estado de mayo de 1926 que derribó el gobierno parlamentario de Stanisław Wojciechowski, el mariscal Pilsudski fue convertido en jefe de gobierno y se instaló formalmente el movimiento Sanacja. El mariscal Józef Piłsudski era conocido por su rechazo a los partidos políticos, a quienes acusaba de promover intereses particulares en detrimento del interés del Estado, y por tanto desaprobó toda idea de relacionar la Sanacja con un partido político o de crear una organización con ese rasgo. Como máximo, en 1928 los sostenedores del régimen, tanto civiles como militares, crearon el "Bloque no partidario para la colaboración con el gobierno" (en polaco: Bezpartyjny Blok Współpracy z Rządem), una coalición de grupos diversos que actuaba como un partido político en la práctica, aunque negaba serlo formalmente.
Piłsudski se negó a ocupar el cargo de jefe de Estado de Polonia en 1926, quedando como jefe de gobierno hasta junio de 1927 y luego como "Inspector general de las fuerzas armadas", pero su carisma y popularidad entre los soldados y civiles lo tornaban en un líder político de gran poder, pudiendo imponer sus ideas en la formación de los sucesivos gobiernos. Así, Piłsudski dejó la responsabilidad de jefe de gobierno a sucesivos líderes civiles que compartían sus ideas mientras lograba que la Asamblea Nacional o Sejm designara Presidente de Polonia a uno de sus partidarios, el académico Ignacy Mościcki, quien ocupó dicho puesto hasta 1939 siguiendo fielmente las políticas de Piłsudski.
Oficialmente el mariscal Piłsudski no ejerció funciones gubernativas pero sí mantuvo una enorme influencia sobre la política interior polaca, convirtiéndose en gobernante efectivo del país del mismo modo que un dictador carismático; de hecho, todos los jefes de gobierno de Polonia designados entre 1926 y 1935 debieron ser tácitamente aprobados por él antes de empezar sus funciones.

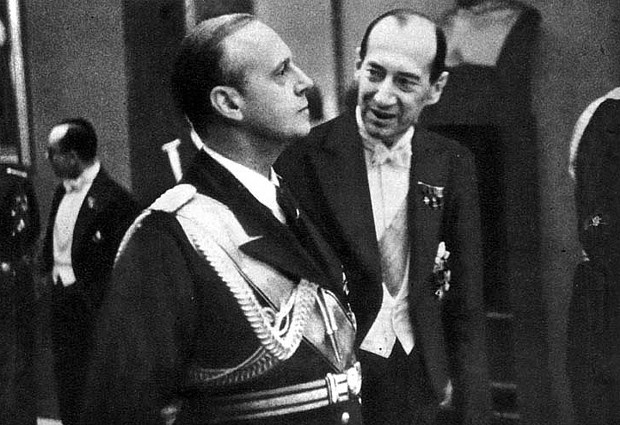
Józef Beck, derecha, ministro de Exteriores polaco durante la década de 1930 y uno de los más destacados "coroneles", junto al ministro alemán de Exteriores, Joachim von Ribbentrop, en 1939.

El régimen de Piłsudski combinaba elementos de dictadura y de democracia, pues si bien se mantuvo la estabilidad interna de Polonia y se consolidó favorablemente su economía, el gobierno rechazó todo intento de restablecer el liberalismo político, insistiendo en preservar un control autocrático sobre las decisiones políticas de importancia. De hecho, pese a que las reformas económicas permitieron un crecimiento del país, el régimen Sanacja no toleró el fortalecimiento de los opositores y persiguió a los comunistas y socialistas polacos. Las críticas a los actos gobierno eran permitidas en la práctica, en tanto esas críticas no implicaran pedir un cambio de régimen, y de hecho se perseguía tenazmente a toda agrupación que intentase siquiera desafiar el monopolio del poder ejercido por Piłsudski y sus partidarios.
El régimen del mariscal se dividió en dos periodos: desde el golpe de Estado hasta comienzos de los años treinta, con la llegada de la Gran Depresión y la agudización de las tensiones sociales, y el periodo posterior, hasta la muerte de Piłsudski y la herencia del poder por sus partidarios. Mientras el primero fue más conciliatorio con la oposición y caracterizado por ministros tecnócratas (simbolizados por el primer ministro de la época, el matemático Kazimierz Bartel) y con los partidarios militares de Piłsudski en puestos secundarios, de control, el segundo fue más autocrático y antiparlamentario, con los "coroneles" a la cabeza de los ministerios. En ambas fases, sin embargo, se observó la preferencia por el enfoque estatalista y tecnocrático de la política nacional, haciéndose hincapié en la falta de madurez de la sociedad polaca para regirse un sistema parlamentario, y la necesidad de dirigir la política mediante expertos, teóricamente preocupados únicamente por el interés común.
Cuando en abril de 1935 cayó gravemente enfermo el mariscal Piłsudski sus partidarios adoptaron una nueva constitución (la llamada "Constitución de Abril") que mantenía el régimen Sanacja sobre la base de la centralización del poder en un presidente fuerte. La muerte de Piłsudski en mayo de 1935 no trajo el fin de la Sanacja, sino su división en varias tendencias, dirigidas por Walery Sławek, el presidente Ignacy Mościcki, y el general Edward Rydz-Śmigły. A la larga, las tendencias derechistas de Rydz-Śmigły predominaron pronto sobre el centrismo moderado del presidente Mościcki, mientras que el izquierdismo de Sławek perdió apoyos y pasó al campo opositor.

## Logros y deficiencias
El movimiento, alejado de la sociedad y contrario a la participación de la población por preferencia de Piłsudski, trató de llevar a cabo una modernización dirigida del país, con resultados mixtos. Entre los logros del régimen se contaron:
- Los ajustes constitucionales que reforzaron el poder del gobierno.[6]
- El reforzamiento de la moral del Ejército.
- La profesionalización de la administración del Estado.
- La unificación política del país y sus diferentes regiones.
- El equilibrio de los presupuestos.
- El aumento del prestigio internacional del país.

Por otra parte, el régimen fue incapaz de resolver los problemas sociales que acuciaban a Polonia, que no recibieron atención alguna por el mariscal o sus sucesores. Por decisión del propio Piłsudski, el régimen tampoco trató de recabar el apoyo popular, prefiriendo un dirigismo desde el poder.
El régimen, al final del periodo militarista, nacionalista y autoritario, no se había convertido, empero, en totalitario. A pesar de la discriminación de las minorías o del acoso de la oposición, esta era activa tanto en política como en la vida pública en general; el poder judicial no dependía del régimen y la administración era generalmente competente. No logró, sin embargo, solucionar los graves problemas estructurales del país, como la superpoblación y pobreza del campo, la permanente inestabilidad política o las relaciones con los países vecinos, mayoritariamente hostiles.

## Segunda Guerra Mundial y posguerra
Tras la invasión alemana de 1939 los líderes de la Sanacja debieron exiliarse y participaron activamente en el Gobierno de Polonia en el exilio, a pesar de que sus tendencias conservadoras y autocráticas eran vistas con recelo por sus aliados. Dentro de Polonia los jefes sobrevivientes de la Sanacja destacaron también en la resistencia polaca y en la lucha contra los nazis en el marco del Estado Secreto Polaco y el Armia Krajowa.
Tras el fin de la Segunda Guerra Mundial en 1945, la gran mayoría de líderes y simpatizantes de la Sanacja debieron permanecer en el exilio o huir de Polonia, en tanto el nuevo régimen comunista, por presión de la URSS, recelaba de su nacionalismo de tendencia derechista y conservadora, y pronto los persiguió severamente acusándolos de "enemigos del Estado".